# Placówki dyplomatyczne Wojska Polskiego II RP

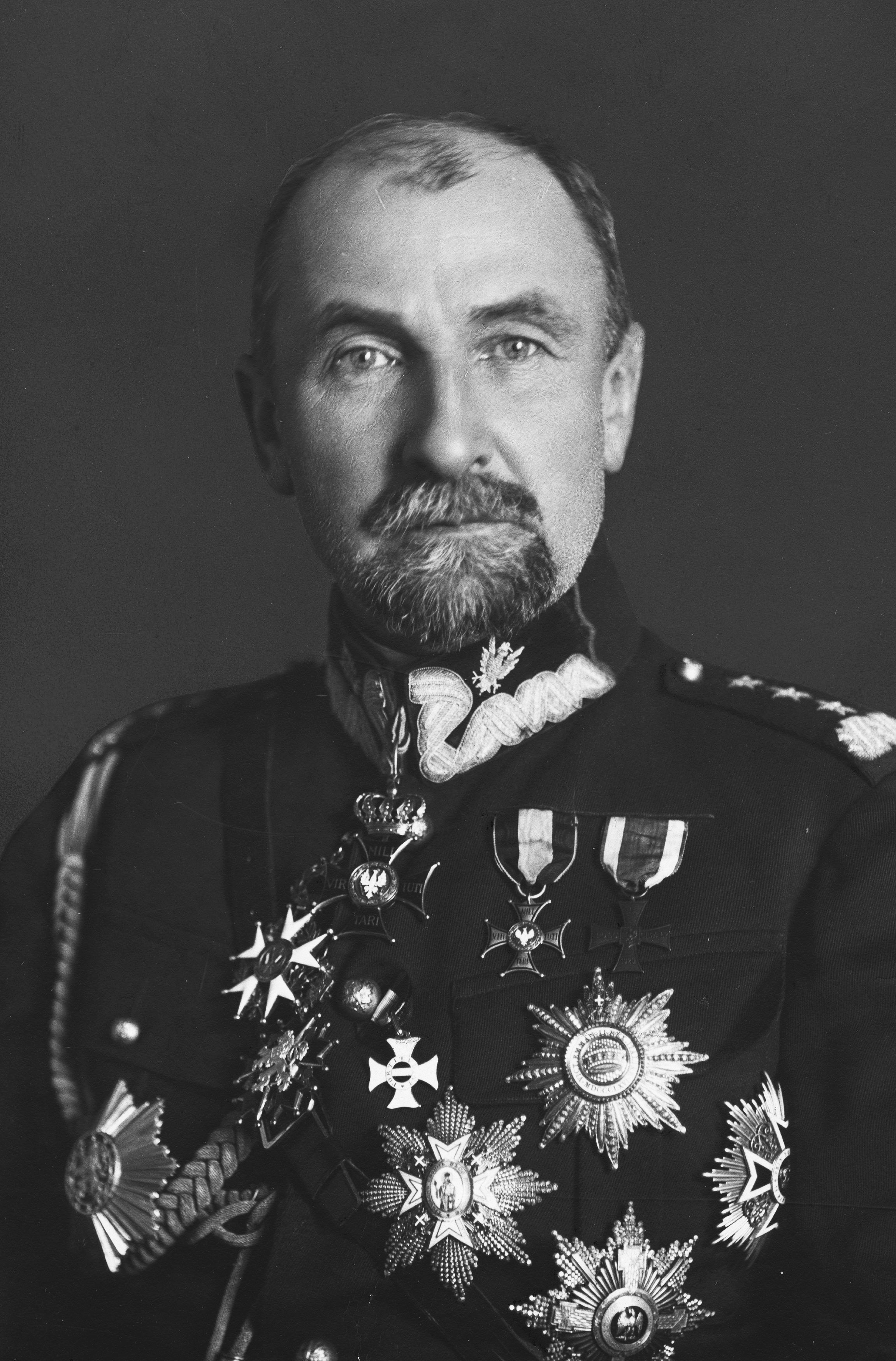
Tadeusz Rozwadowski, szef Polskiej Misji Wojskowej w Paryżu, 1919

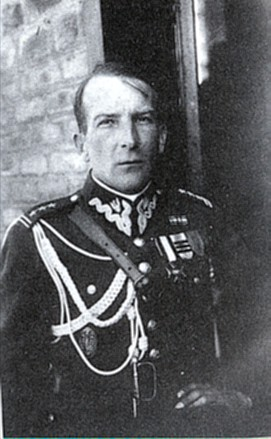
Jerzy Ferek-Błeszyński

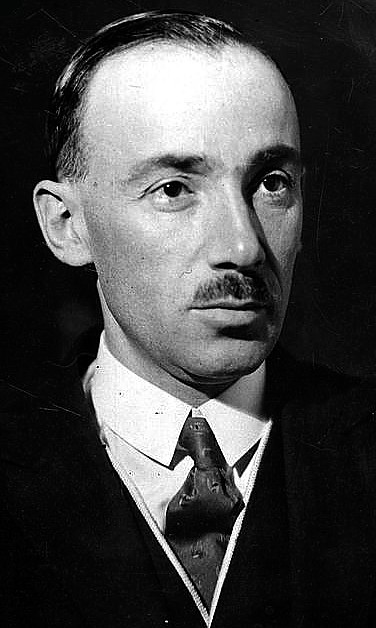
Wacław Jędrzejewicz

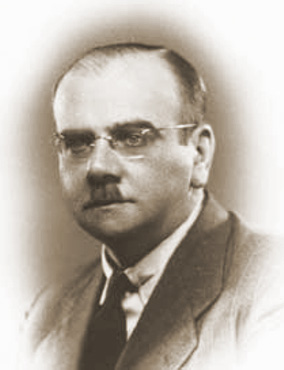
Ignacy Matuszewski

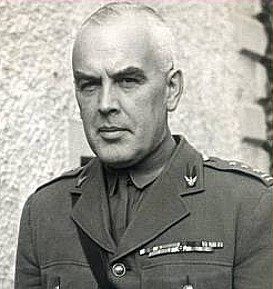
Leon Mitkiewicz-Żołłtek

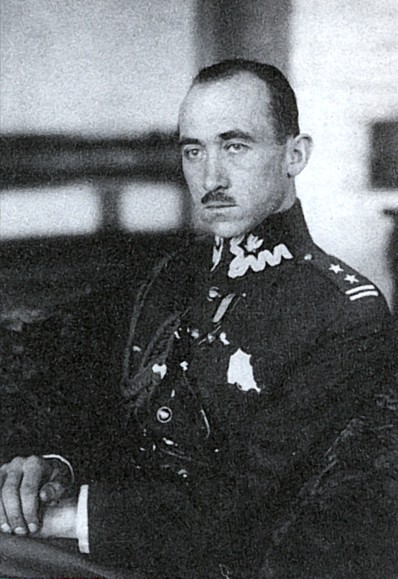
Tadeusz Schaetzel

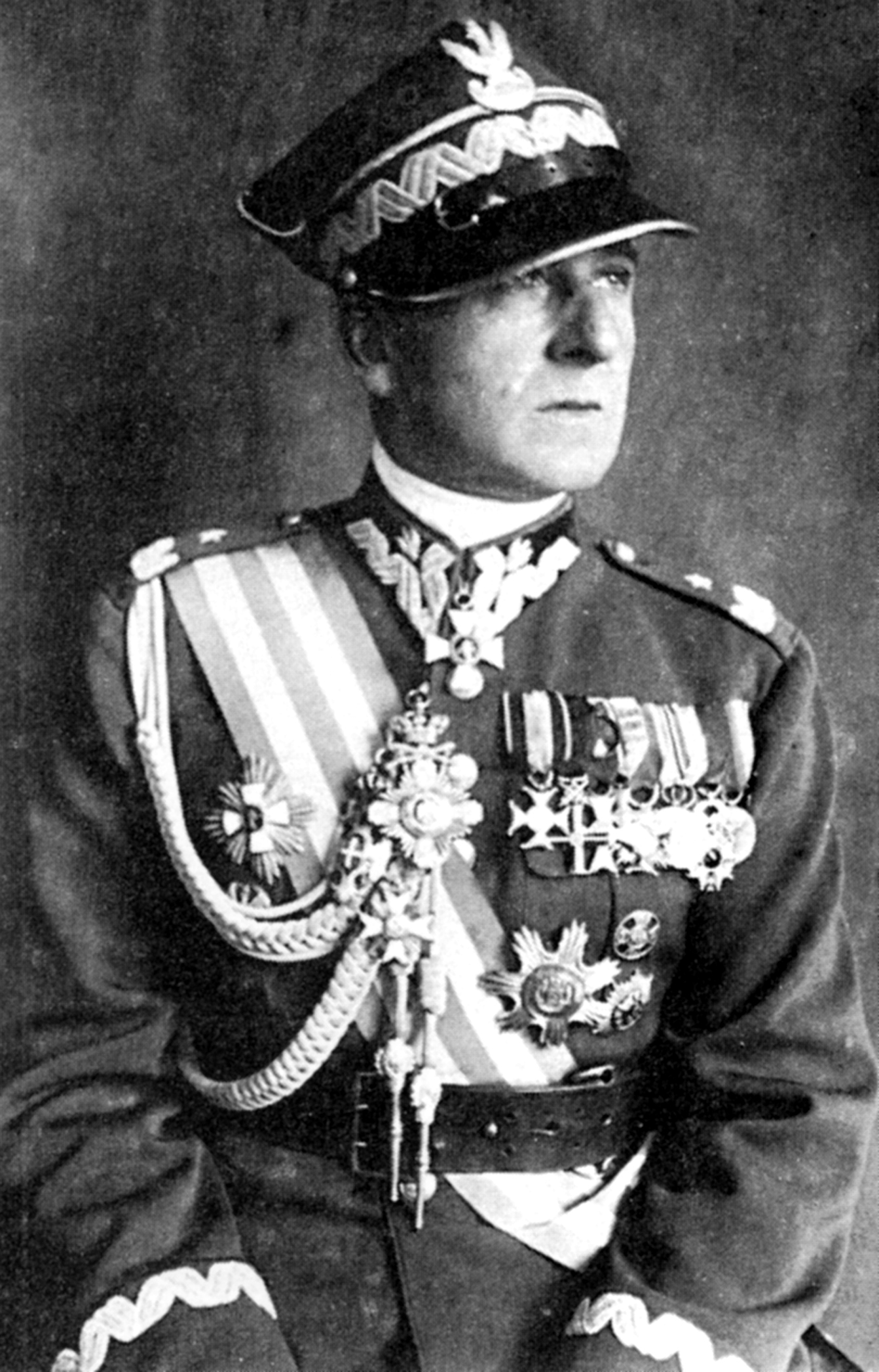
Bolesław Wieniawa-Długoszowski

Placówki dyplomatyczne Wojska Polskiego II RP – organy szczególne administracji wojskowej okresu II Rzeczypospolitej Polskiej. Były to przede wszystkim attachaty wojskowe przy Ambasadach Rzeczypospolitej Polskiej.

## Zadania
Do zadań polskiej wojskowej służby dyplomatycznej tuż po zakończeniu I wojny światowej należały:
- zabezpieczenie bytu i organizacja powrotu do ojczyzny jeńców wojennych narodowości polskiej
- objęcie kontrolą i sprowadzenie do kraju licznych polskich formacji wojskowych, głównie z Rosji, Francji i Włoch
- zakup i transport sprzętu dla armii odradzającego się Państwa Polskiego
- pozyskiwanie pomocy w świetle narastającego konfliktu z bolszewicką Rosją

## Wojskowe placówki dyplomatyczne w czerwcu 1919
- attaché wojskowy w Bernie
- attaché wojskowy w Belgradzie
- attaché wojskowy w Bukareszcie
- attaché wojskowy w Budapeszcie – wakat
- attaché wojskowy w Helsingfors (ob. Helsinki)
- pełnomocnik wojskowy Państwa Polskiego w Rzymie
- pełnomocnik wojskowy Państwa Polskiego w Wiedniu
- Polska Misja Wojskowa w Paryżu – gen. Tadeusz Rozwadowski
- Polska Misja Wojskowa w Szwecji, Norwegii i Danii – gen. por. Józef Pomiankowski
- Misja Wojskowo-Gospodarcza w Paryżu – gen. Jan Romer
- ekspert wojskowy przy Przedstawicielu nadzwyczajnym Państwa Polskiego w Kownie

## Wojskowe placówki dyplomatyczne 1 października 1920 roku
„Spis placówek wojskowo-dyplomatycznych Rzeczypospolitej Polskiej stan z dnia 1 października 1920 roku”
- attaché wojskowy przy Poselstwie Polskim w Bernie – rtm. Zygmunt Ołdakowski
- attaché wojskowy przy Poselstwie Polskim w Belgradzie – ppłk Aleksander Powroźnicki
- attaché wojskowy przy Poselstwie Polskim w Brukseli – mjr August Starzeński
- attaché wojskowy przy delegacie Rządu Polskiego w Budapeszcie – mjr Albert Wielopolski
- attaché wojskowy przy Poselstwie Polskim w Bukareszcie – mjr pd SG dr Olgierd Górka
  - pomocnik attaché wojskowego – rtm. Jan Jurjewicz
- attaché wojskowy przy Poselstwie Polskim w Helsingforsie – płk Mieczysław Pożerski
  - pomocnik attaché wojskowego – ppor. Feliks Bock
- attaché wojskowy przy Poselstwie Polskim w Kopenhadze – ppłk Roman Małachowski
- attaché wojskowy przy Poselstwie Polskim w Paryżu – wakat
  - pomocnik attaché wojskowego – rtm. Witold Dowbor
  - oficerowie łącznikowi Naczelnego Dowództwa Wojska Polskiego przy sztabie marszałka Focha – kpt. Ludwik Hieronim Morstin i por. Aleksander Zaleski
- delegat Naczelnego Dowództwa Wojska Polskiego przy głównodowodzącym Armii Estońskiej w Tallinnie – rtm. Stanisław Bogusławski
  - pomocnik – mjr Konstanty Abłamowicz
- delegat Naczelnego Dowództwa Wojska Polskiego przy głównodowodzącym Armii Łotewskiej w Rydze – mjr pd SG Aleksander Zygmunt Myszkowski
  - pomocnik – por. Eugeniusz Kaniewski
- attaché wojskowy przy Poselstwie Polskim w Rzymie – mjr Mieczysław Poniński
  - pomocnik attaché wojskowego – mjr Jan Pogorski ps. „Jan z Kościelca”
  - pomocnik attaché wojskowego – kpt. Maksymilian Kukowski
- attaché wojskowy przy Poselstwie Polskim w Sztokholmie – kpt. mar. Stefan Frankowski
- attaché wojskowy przy Poselstwie Polskim w Tokio i attaché wojskowy przy Przedstawicielstwie Polskim w Chinach – płk pd SG Paweł Aleksandrowicz
- attaché wojskowy i morski przy Poselstwie Polskim w Waszyngtonie – mjr mar. Grzegorz Piotrowski
  - pomocnik attaché wojskowego – mjr Kazimierz Mach
- attaché wojskowy przy Przedstawicielstwie Polskim w Wiedniu – wakat
  - pomocnik attaché wojskowego – por. Jerzy Paweł Oleziński

- pełnomocnik wojskowy przy Delegacji polskiej przy Wysokiej Porcie w Konstantynopolu – gen. ppor. Józef Porzecki
- pełnomocnik wojskowy i morski przy Poselstwie Polskim w Londynie – kontradm. Wacław Kłoczkowski
  - pomocnik pełnomocnika – rtm. Józef Górski
- zastępca szefa Misji przy głównodowodzącym Siłą Zbrojną w południowej Rosji w Sewastopolu – – por. Stefan Michalski

## Wojskowe placówki dyplomatyczne w 1939
Obsada personalna w marcu 1939
- attaché wojskowy w Belgradzie i Sofii – ppłk Tadeusz Wasilewski[b] (1938–1939)
- attaché wojskowy i lotniczy w Berlinie – ppłk dypl. Antoni Szymański (1 IV 1932 – 3 IX 1939)
  - pomocnik ds. lotniczych – płk lotn. Adam Stefan Kowalczyk
  - pomocnik attaché – kpt. dypl. art. Leszek Marian Biały
- attaché wojskowy w Bernie – ppłk dypl. Antoni Szymański (1 VII – 3 IX 1939)
- attaché wojskowy w Brukseli z siedzibą w Paryżu – płk dypl. art. Wojciech Fyda[c]
  - pomocnik attaché – ppłk dypl. piech. Gustaw Łowczowski[d]
- attaché wojskowy w Budapeszcie – ppłk dypl. Jan Emisarski (1939–1940)
- attaché wojskowy w Bukareszcie – płk dypl. Tadeusz Zakrzewski (1937–1941)
  - pomocnik attaché – mjr dypl. piech. Marian Zimnal
- attaché wojskowy w Helsinkach – ppłk dypl. art. Łoś Władysław Gotfryd Ludwik
- attaché wojskowy w Kownie – płk dypl. Leon Mitkiewicz-Żołłtek (1938 – X 1939)
- attaché wojskowy w Lizbonie – ppłk dypl. art. Aleksander Kędzior
  - pomocnik attaché – kpt. br. panc. Stefanowicz Aleksander II
- attaché wojskowy i lotniczy w Londynie – ppłk dypl. lotn. Kwieciński Bogdan Józef
- attaché wojskowy w Moskwie – ppłk dypl. piech. Konstanty Zaborowski 
  - attaché lotniczy – ppłk dypl. lotn. Stanisław Szczekowski[e]
- attaché wojskowy w Paryżu – płk dypl. Wojciech Fyda[c] (IV 1936 – XI 1939)
  - attaché lotniczy – ppłk lotn. Piniński Franciszek Ksawery
  - pomocnik attaché wojskowego i lotniczego – ppłk dypl. piech. Gustaw Dobiesław Bogumił Łowczowski[d]
  - przy attaché – mjr int. Prochaska Franciszek
  - w dyspozycji attaché – kpt. piech. Kurczewski Mieczysław II
- attaché wojskowy w Pradze – ppłk dypl. art. Bronisław Noel
- attaché wojskowy w Sofii – ppłk dypl. piech. Wasilewski Tadeusz
- attaché wojskowy w Sztokholmie z siedzibą w Warszawie – mjr dypl. Andrzej Marecki[f] (1936–1939)
- attaché wojskowy w Tallinnie – ppłk dypl. Stanisław Szczekowski[e] (1936–1939)
- attaché wojskowy w Rzymie – ppłk dypl. pil. Marian Romeyko (IV 1938 – V 1940)
- attaché wojskowy i morski w Tokio – ppłk dypl. Jerzy Levittoux (1938–1939)
- attaché wojskowy, lotniczy i morski w Waszyngtonie – ppłk lotn. inż. Chromiec Andrzej

## Attachés wojskowi RP i ich pomocnicy według miejsca pełnionej służby
| Poselstwo RP w Belgradzie                                       | Poselstwo RP w Belgradzie | Poselstwo RP w Belgradzie                                     |
| --------------------------------------------------------------- | ------------------------- | ------------------------------------------------------------- |
| ppłk Aleksander Powroźnicki                                     | 1919 – 1920               |                                                               |
| kpt. art. Józef Pędracki                                        | 1921                      |                                                               |
| mjr art. Stefan Michalski                                       | do 1 II 1924              | 28 pap                                                        |
| mjr / ppłk piech. Stanisław Edward Grodzki                      | V 1925 – III 1929         |                                                               |
| mjr / ppłk piech. Mieczysław Starzyński                         | 1929 – 16 IX 1933         |                                                               |
| mjr dypl. piech. Jan Grudzień                                   | XII 1933 – †7 X 1936      |                                                               |
| ppłk dypl. piech. Tadeusz Wasilewski                            | 1938 – 1939               |                                                               |
| Poselstwo RP w Bukareszcie                                      |                           |                                                               |
| Attachés wojskowi                                               |                           |                                                               |
| kpt. piech. Witold Ignacy Wielogłowski                          | 1922 (ad interim)         | pomocnik attachés wojskowego                                  |
| ppłk kaw. Bolesław Wieniawa-Długoszowski                        | XI 1921 – 1923            |                                                               |
| mjr SG (kaw.) Witold Dzierżykraj-Morawski                       | 1923 – 1926               | dowódca szwadronu w 17 puł                                    |
| ppłk dypl. piech. Jan Kowalewski                                | 1933 – 1937               | szef sztabu Obozu Zjednoczenia Narodowego                     |
| Pomocnicy attachés wojskowego                                   |                           |                                                               |
| kpt. rez. piech. Witold Ignacy Wielogłowski                     | 1922 – 1923               |                                                               |
| Ambasada RP w Paryżu                                            |                           |                                                               |
| Attachés wojskowi                                               |                           |                                                               |
| mjr art. Józef Beck                                             | 1922 – 1923               | stan nieczynny                                                |
| płk dypl. piech. Jerzy Ferek-Błeszyński                         | 14 II 1928 – 5 I 1936     | stan nieczynny                                                |
| płk dypl. art. Wojciech Fyda                                    | 24 IV – XI 1939           |                                                               |
| Pomocnicy attachés wojskowego                                   |                           |                                                               |
| rtm. / mjr Witold Dowbor                                        | 1920 – 1 III 1924         | 2 puł                                                         |
| Attachés morski w Londynie i Paryżu z siedzibą w Paryżu         |                           |                                                               |
| kmdr ppor. Stanisław Lasocki                                    | VIII 1939 – VII 1940      |                                                               |
| Ambasada RP w Moskwie (do 12 kwietnia 1934 roku – Poselstwo RP) |                           |                                                               |
| Attachés wojskowi                                               |                           |                                                               |
| mjr SG (kaw.) Tadeusz Kobylański                                | do XI 1928                | dowódca szwadronu w 3 puł                                     |
| mjr / ppłk dypl. piech. Jan Kowalewski                          | XI 1928 – 1933            | attaché wojskowy w Bukareszcie                                |
| kpt. dypl. piech. Władysław Harland                             | p.o. V 1933 – XII 1935    | pomocnik attachés wojskowego                                  |
| ppłk dypl. piech. Konstanty Zaborowski                          | XII 1935 – V 1939         | dowódca 79 pp                                                 |
| płk dypl. art. Stefan Brzeszczyński                             | V – X 1939                | dowódca 1 (101) pal                                           |
| Pomocnicy attachés wojskowego                                   |                           |                                                               |
| por. art. Jan Szczepkowski                                      | do 1 IV 1924              | 8 pap w Płocku                                                |
| rtm. / mjr SG Tadeusz Kobylański                                | od 1 IV 1924              | attaché wojskowy w Moskwie                                    |
| kpt. dypl. piech. Władysław Harland                             | III 1932 – III 1937       | kierownik Samodzielniego Referatu Technicznego Oddziału II SG |
| mjr dypl. piech. mgr Stanisław Marcin Maleciński                | 10 III 1937 – X 1939      | Oddział II Sztabu Naczelnego Wodza                            |
| attaché lotniczy                                                |                           |                                                               |
| ppłk dypl. lotn. Stanisław Szczekowski                          | 1939                      |                                                               |

- Wiktor Drymmer – attaché wojskowy RP w Estonii, 1923–1929
- Henryk Floyar-Rajchman – attaché wojskowy i morski RP w Tokio, 1928–1932
- Stefan Frankowski – attaché morski RP w Szwecji, marzec 1919 – lipiec 1921
- Jerzy Grobicki – attaché morski RP w Budapeszcie, 1921–1924
- Wacław Jędrzejewicz – attaché wojskowy przy Poselstwie Polskim w Tokio, 1 kwietnia 1926 – jesień 1928 (przeniesiony w stan nieczynny).
- Stanisław Kara – attaché wojskowy w Rydze i w Tallinnie
- Juliusz Kleeberg – attaché wojskowy przy Poselstwie Polskim w Kijowie, listopad 1918 – luty 1919
- Aleksander Kędzior – attaché wojskowy przy Poselstwie Polskim w Lizbonie, od stycznia 1937
- Konrad Libicki – attaché wojskowy przy Poselstwie Polskim w Helsinkach, listopad 1924 – grudzień 1927
- Kazimierz Mach – attaché wojskowy w Waszyngtonie
- Ignacy Matuszewski – attaché wojskowy RP w Rzymie, 1924–1926
- Tadeusz Schaetzel - attaché wojskowy RP w Konstantynopolu, 1923–1926
- Zygmunt Wejchan – zastępca attaché wojskowego RP w Bukareszcie 1920–1923